# Dietrich Bonhoeffer
Dietrich Bonhoeffer (Wrocław, llavors Breslau, Prússia, 4 de febrer de 1906 – Camp de concentració de Flossenbürg, 9 d'abril de 1945) va ser un pastor protestant i teòleg luterà alemany que va participar en el moviment de resistència contra el nazisme. És considerat com un dels teòlegs i persones més importants del luteranisme del segle xx. Les esglésies anglicanes el consideren sant i en commemoren la festa el 9 d'abril.

## Biografia
Havia nascut en una família de classe mitjana-alta; el seu pare era psiquiatre i era la mare qui instruïa els fills a casa. De ben jove va decidir fer-se pastor de l'església evangèlica luterana. Va assistir a Universitat de Tübingen, es va doctorar en teologia a la Universitat de Berlín el 1927 i va ser ordenat. A finals de febrer de 1928 Bonhoeffer va arribar a Barcelona per estar-se un any com a vicari a la Deutschprachige Evangelische Gemeinde, la parròquia protestant alemanya de Catalunya.
El 1930 va passar un any al Seminari de la Unió Teològica, a Nova York. Durant aquest període, visitava sovint l'Església Episcopal Metodista Africana de Harlem, on va arribar a destacar en els cors. Va recopilar una important col·lecció de gravacions d'espirituals. L'estada a Nova York el va convèncer que el cristianisme no és una realitat monolítica, sinó que li calen continuades contextualitzacions.

### La lluita contra el nazisme
De tornada a Berlin el 1931, va ensenyar teologia i va escriure alguns llibres. Es va oposar fermament al nazisme i a l'actitud massa condescendent de les esglésies alemanyes davant Hitler. Amb altres teòlegs - entre ells, Karl Barth o Martin Niemöller - va fundar la Bekennende Kirche (Església de la Confessió, de teologia luterana no oficial, un moviment dins de l'Església luterana, que s'oposava a les polítiques antisemites de Hitler).
Entre 1933 i 1935 va ser a Londres fent de pastor a dues esglésies germanòfones. Va tornar a Alemanya i va encapçalar un seminari per a pastors de l'Església de la Confessió, a Finkenwalde. El 1936 la universitat de Berlín l'expulsa. La Gestapo va clausurar el seminari el 1937 i li va prohibir predicar, ensenyar i finalment parlar en públic. El seminari va funcionar aleshores a l'estudi von Blumenthal de Gross Schlönwitz, però va ser novament tancat en esclatar la guerra. La resistència, amb la qual col·laborava Bonhoeffer, era activa des d'abans de la Segona Guerra Mundial. Bonhoeffer va mantenir molts contactes amb Carl Friedrich Goerdeler i va treballar amb opositors al règim del moment.
Durant la Segona Guerra Mundial, Bonhoeffer va tenir un paper clau al capdavant de la Bekennende Kirche, entre aquells que propugnaven l'oberta resistència de l'Església al tracte que Hitler donava als jueus. Malgrat que el moviment no era gaire gran, representava un focus considerable d'oposició cristiana als nazis.

### Empresonament i mort
El 1939 es va unir a un grup clandestí que incloïa militars d'alt rang, encapçalats per l'almirall Wilhelm Canaris. Bonhoeffer va ser arrestat l'abril de 1943, després de trametre diners per ajudar a escapar jueus cap a Suïssa. Va ser acusat de conspiració i empresonat a Tegel (Berlín) durant un any i mig.
Després del complot infructuós del 20 de juliol de 1944, Bonhoeffer va ser acusat de complicitat a causa de les connexions amb els conspiradors, alguns dels quals eren familiars seus, com el seu oncle, el comandant de la ciutat de Berlín, Paul von Hase. Va estar-se a un seguit de presons i camps de concentració, fins a acabar a Flossenbürg. Allí, Dietrich Bonhoeffer va ser penjat a la matinada del 9 d'abril de 1945, just tres setmanes abans de l'alliberament de la ciutat. També van ser penjats per participar en la conspiració el seu germà Klaus i els seus cunyats Hans von Dohnanyi i Rüdiger Schleicher. Tots quatre van ser obligats a anar despullats al patíbul.

## Llegat teològic

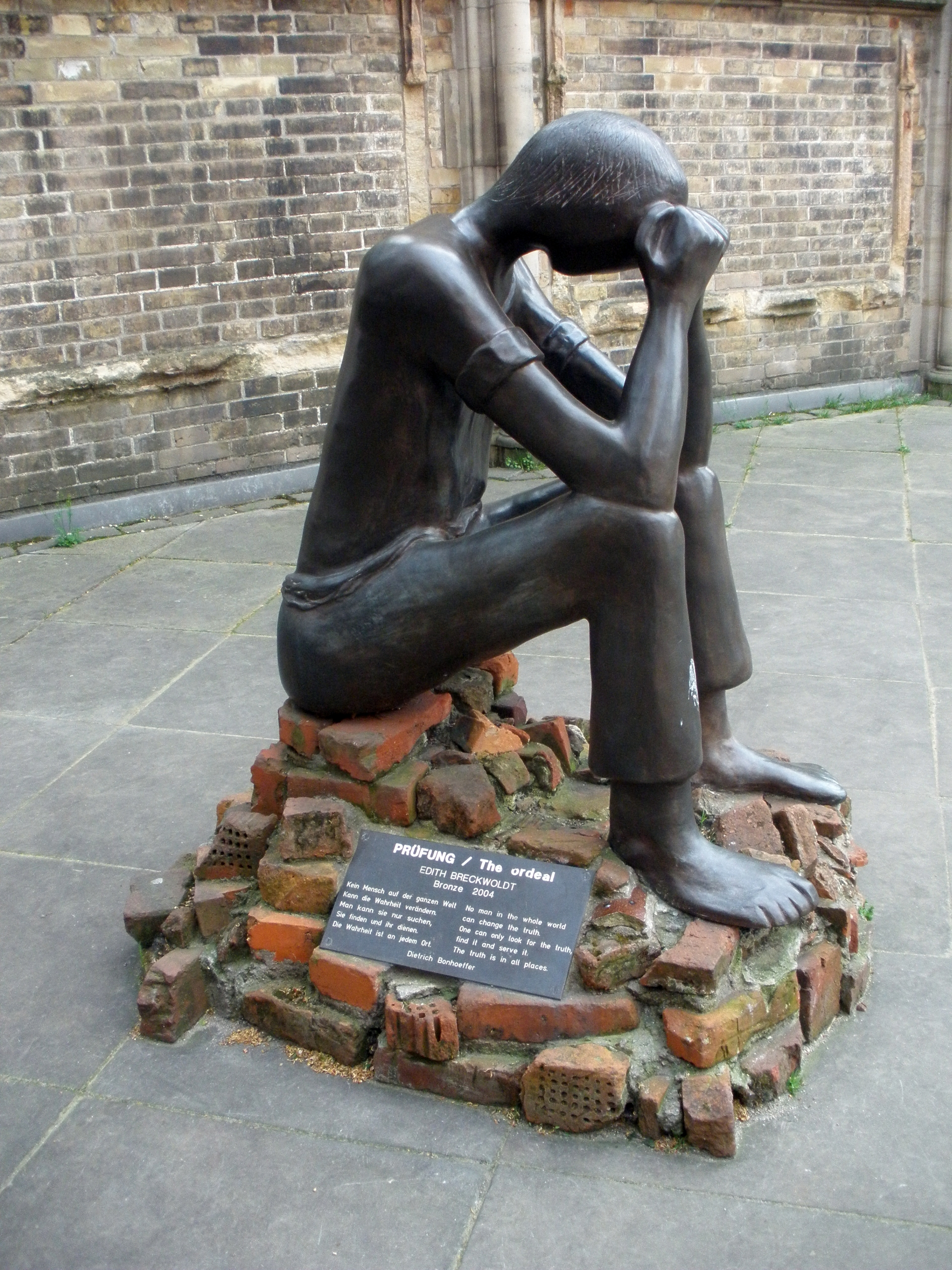
Escultura d'Edith Breckwoldt, El calvari. Cap home al món sencer pot canviar la veritat. Només es pot buscar la veritat, trobar-la i servir-la. La veritat és a tots els llocs. Cita de Dietrich Bonhoeffer

Eclipsada pels fets dramàtics de la seva vida, la teologia de Bonhoeffer ha estat tanmateix influent. La seva teologia té un caràcter fragmentari i poc sistemàtic, degut almenys en part a la seva prematura mort, i està sotmesa a interpretacions diverses i contradictòries, de vegades necessàriament basades en l'especulació i la projecció. Així, per exemple, mentre el seu enfocament cristocèntric apel·la als protestants conservadors i confessionals, els protestants liberals subratllen el seu compromís amb la justícia i les idees sobre el "cristianisme sense religió".
El centre de la teologia de Bonhoeffer és Crist, en el qual Déu i el món es reconcilien. El Déu de Bonhoeffer és un Déu que pateix, la manifestació del qual es troba en aquesta mundanitat. Bonhoeffer creia que l'Encarnació de Déu feia inacceptable parlar de Déu i del món "en termes de dues esferes", un atac implícit a la doctrina dels dos regnes de Luther. Bonhoeffer va subratllar la pietat personal i col·lectiva i va revifar la idea d'imitació de Crist. Va argumentar que els cristians no haurien de retirar-se del món, sinó actuar-hi. Creia que dos elements eren constitutius de la fe: l'aplicació de la justícia i l'acceptació del patiment diví. Bonhoeffer va insistir que l'església, com els cristians, "havia de participar en els sofriments de Déu a mans d'un món sense Déu" si volia ser una veritable església de Crist.
En les seves cartes de presó, Bonhoeffer plantejava preguntes temptadores sobre el paper del cristianisme i de l'església en un "món major d’edat", on els éssers humans ja no necessiten un Déu metafísic com a bretxa per a les limitacions humanes; i va reflexionar sobre l'aparició d'un "cristianisme sense religió", on Déu quedaria deslluït de les construccions metafísiques anteriors del segle xx. Influït per la distinció de Barth entre fe i religió, Bonhoeffer tenia una visió crítica del fenomen de la religió i afirmava que la revelació abolia la religió, que ell anomenava la "peça" de la fe. Després d’haver estat testimoni del fracàs complet de l'església protestant alemanya com a institució davant del nazisme, va veure aquest repte com una oportunitat de renovació per al cristianisme.
Anys després de la mort de Bonhoeffer, alguns pensadors protestants van desenvolupar la seva crítica en un atac profund contra el cristianisme tradicional en el moviment "Mort de Déu", que va atreure breument l'atenció de la cultura dominant a mitjans dels anys seixanta. Tanmateix, alguns crítics —com Jacques Ellul i altres— han acusat que aquestes interpretacions radicals de les idees de Bonhoeffer equivalen a una distorsió greu, que Bonhoeffer no volia dir que Déu ja no tenia res a veure amb la humanitat i s'havia convertit en un mer artefacte cultural. La interpretació més recent de Bonhoeffer és més prudent en aquest sentit, respectant els paràmetres de l'escola neoortodoxa a la qual pertanyia. Bonhoeffer també va influir en el pare missioner combonià Ezechiele Ramin.

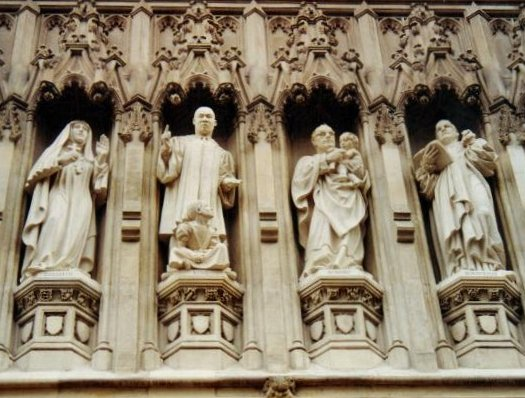
Galeria dels màrtirs del segle XX a l'abadia de Westminster. Des de l'esquerra, la mare Isabel de Rússia, Martin Luther King Jr., Óscar Romero i Dietrich Bonhoeffer.

Bonhoeffer es commemora als calendaris litúrgics de diverses confessions cristianes en l'aniversari de la seva mort, el 9 d'abril. Això inclou moltes parts de la Comunió Anglicana, on de vegades és identificat com un màrtir, i altres vegades no. La seva commemoració al calendari litúrgic de l’Església Evangèlica Luterana a Amèrica utilitza el color litúrgic del blanc, que s'utilitza normalment per als sants no martiris. El 2008, la Conferència General de l'Església Metodista Unida, que no enumera els sants, va reconèixer oficialment a Bonhoeffer com un " màrtir actual". Va ser el primer màrtir reconegut així que va viure després de la Reforma, i és un dels dos únics a partir del 2017.
Bonhoeffer és recordat a l'Església d'Anglaterra amb una commemoració el 9 d'abril.
La Deutsche Evangelische Kirche de Sydenham, Londres, on va predicar entre 1933 i 1935, va ser destruïda per un bombardeig el 1944. L'any 1958 es va construir una església de substitució i es va anomenar Dietrich-Bonhoeffer-Kirche en el seu honor.
El text de Dietrich Bonhoeffer  Von guten Mächten és conegut per un gran públic com una cançó d'adoració. La cançó es canta sovint als funerals. El 2021 va ser votat com l'himne més popular d'Alemanya. La melodia més coneguda va ser escrita per Siegfried Fietz l'any 1970.

## Galeria

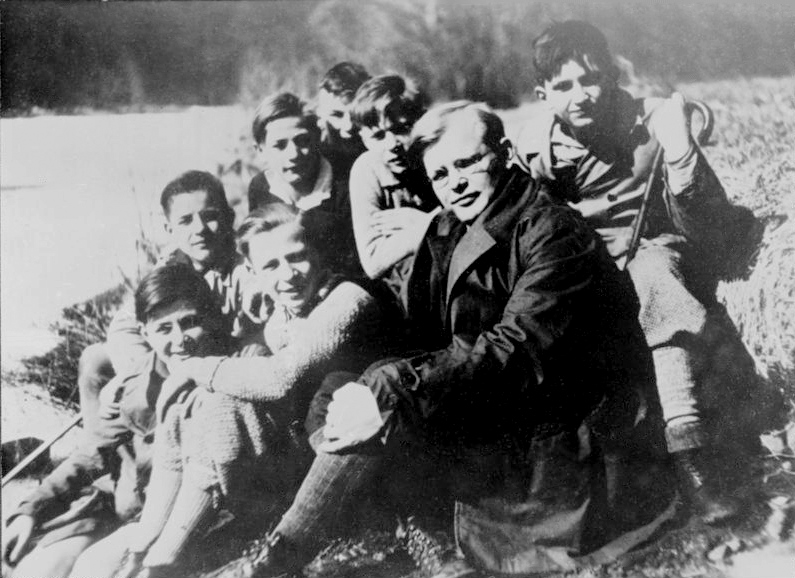
Bonhoeffer amb alumnes, el 1932
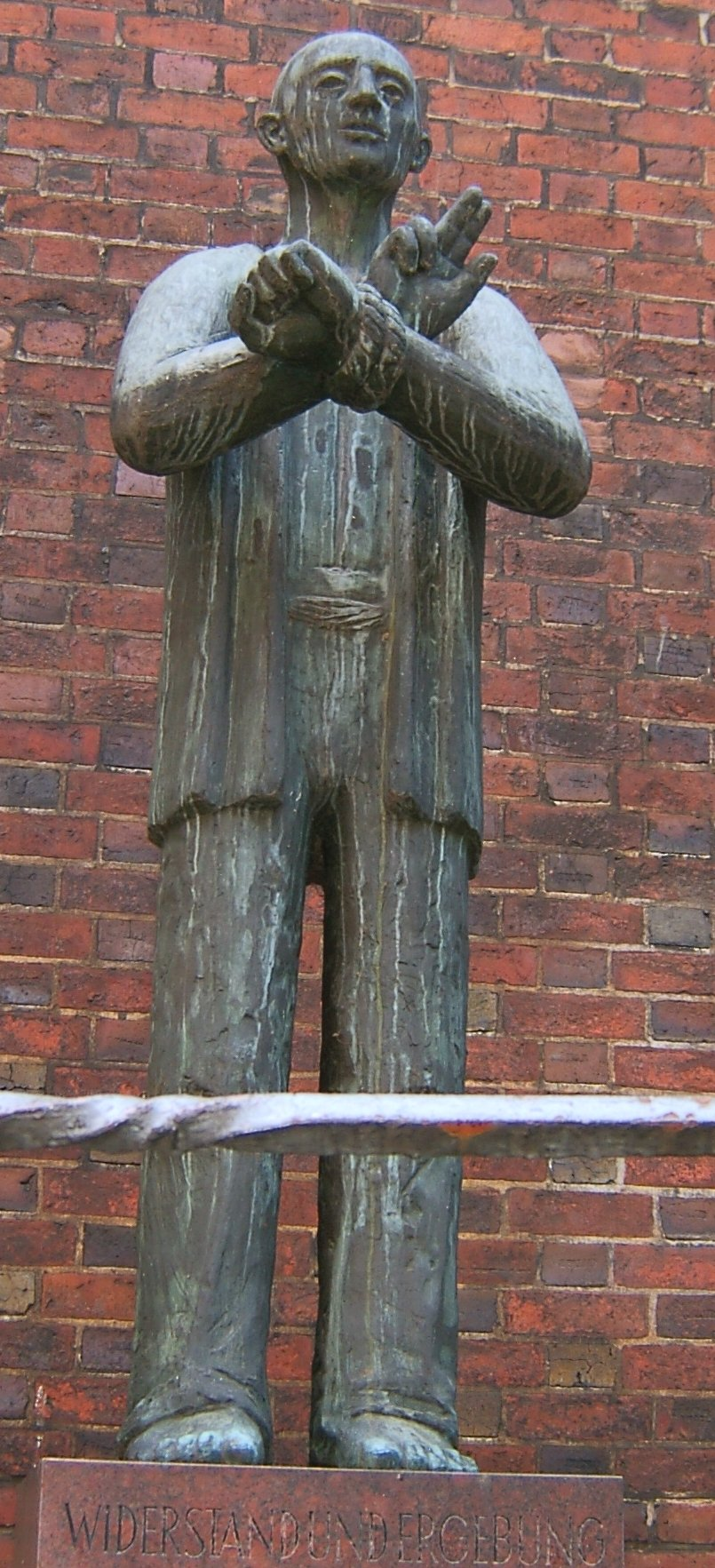
Escultura de Dietrich Bonhoeffer davant l'església de Sankt Petri a Hamburg
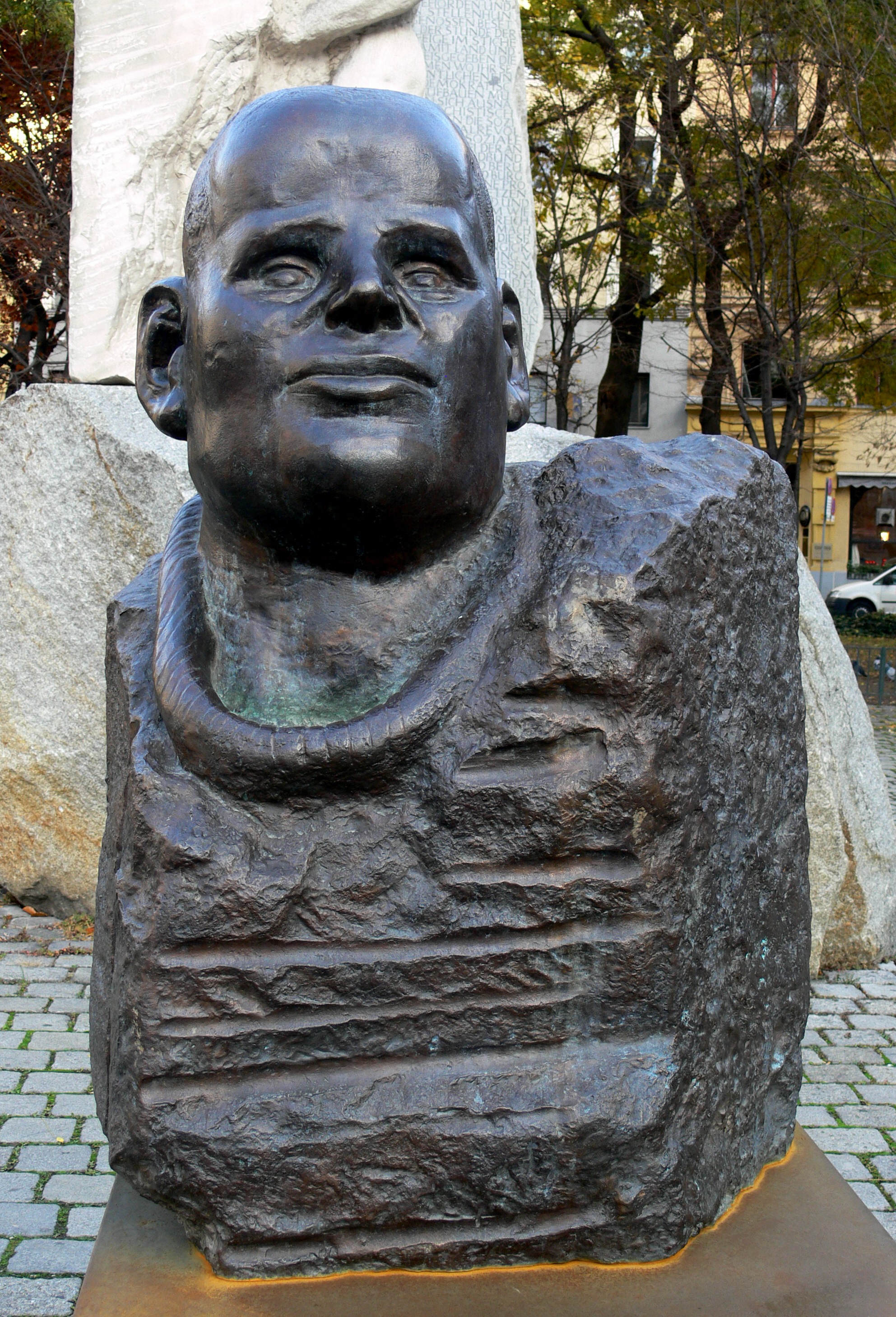
Escultura a Viena, per Alfred Hrdlicka, 1977
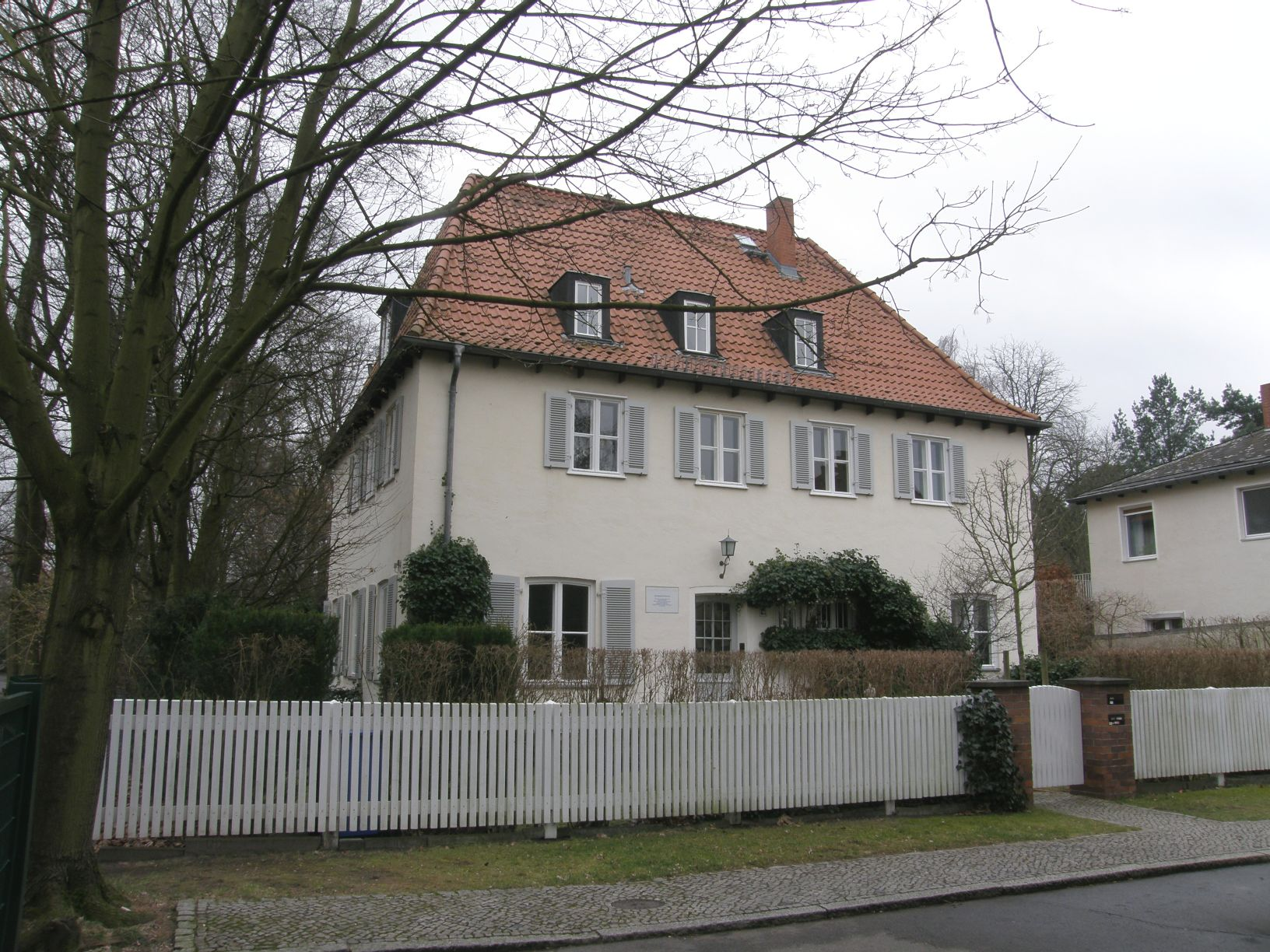
La seva casa a Berlín
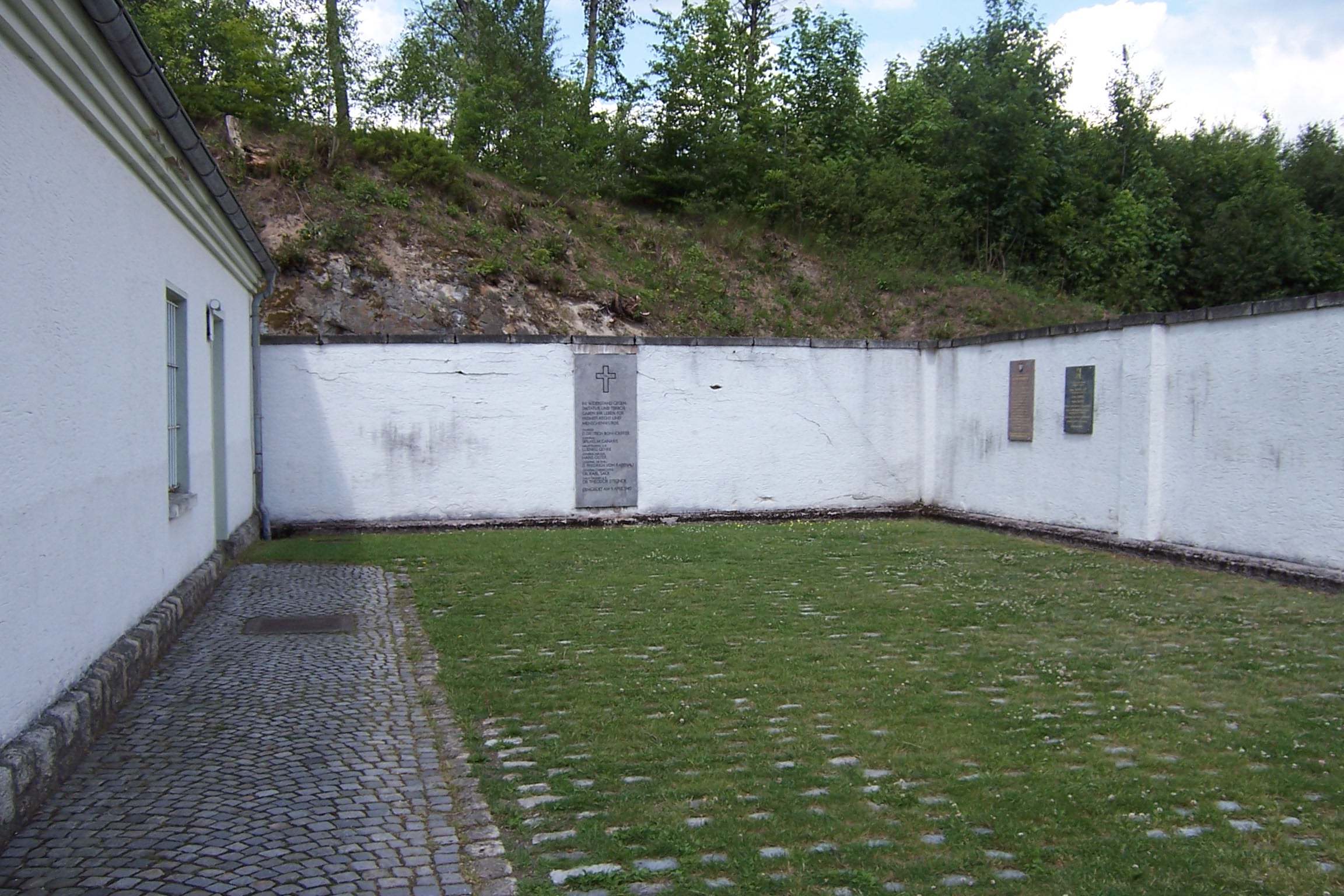
Pati al camp de concentració de Flossenburg, on fou executat i hi ha un monument en memòria seva